# Drosera cuneifolia
Drosera cuneifolia ist eine fleischfressende Pflanze aus der Gattung Sonnentau (Drosera). Sie wurde 1781 zum ersten Mal beschrieben.

## Beschreibung
Drosera cuneifolia ist eine mehrjährige, krautige Pflanze, die eine bodenständige Rosette bildet. Ihr Wurzelsystem besteht aus ein bis zwei langen Pfahlwurzeln. Die Blattrosette erreicht einen Durchmesser von 6 bis 8 cm. Sie besitzt spatelförmige Fangblätter mit einer Breite von bis zu 1,5 cm, die an der Unterseite des Stängels leicht behaart sind – an der Oberseite nicht. Ebenso sind an der Blattunterseite meist drei Blattadern gut erkennbar. Die Randtentakel sind durchgängig etwa gleich lang.
Am Ende des Frühjahres werden die etwa 15 cm langen Blütenstängel gebildet, sie tragen sechs bis zwanzig pinkfarbene Blüten. Die knapp 1 cm langen Kronblätter (Petalen) sind etwa gleich breit wie lang. Die Narbe der Blüte ist ungeteilt.
Blütezeit am Naturstandort ist November bis Januar.
Die Chromosomenzahl beträgt 2n = 32.

## Verbreitung
Zu finden ist diese Pflanzenart in der westlichen Kap-Region Südafrikas in der Gegend von Kapstadt (Capensis).